# 儒勒·格雷戈里·查尼
儒勒·格雷戈里·查尼（英語：Jule Gregory Charney，1917年1月1日—1981年6月16日）是一位美国气象学家，他通过设计一系列日益复杂的大气数学模型，在发展数值天气预报和增加对大气环流的理解方面发挥了重要作用。他的工作是许多国家和国际天气倡议和计划背后的推动力。
查尼被认为是“现代动力气象学之父”，他被誉为“比任何其他活着的人物都更能指导现代气象学的战后演变”。查尼的工作也影响了他的亲密同事爱德华·洛伦茨的工作，后者探索了可预测性的局限性，是混沌理论领域的先驱。

## 小传
查尼于 1917年1月1日出生于加利福尼亚州旧金山，其父系俄罗斯移民 Ely Charney 和 Stella Littman，他们是服装行业的裁缝师。
查尼早年大部分时间都在加利福尼亚度过。 在与癌症进行了 20 个月的斗争后，他在波士顿的Sidney Farber 癌症研究所去世，享年 64 岁。 

## 教育经历
查尼在加州大学洛杉矶分校获得本科和研究生学位， 1946年获得物理学博士学位。 
他的博士学位论文题为“斜压西风流中长波的动力学”，涵盖了 1947年10月刊的《气象学杂志》的全部内容。 这篇论文很有影响力，因为它强调了高层大气中的“长波”对整个大气行为的影响，而不是更传统地强调极地锋，并且还提供了一种分析这些波的扰动的方法，这个发现兼具物理上的洞察力和数学上的严谨性。

## 职业生涯和遗产
查尼从 1941年到 1946年在他的母校加州大学洛杉矶分校开始了他的职业生涯，担任物理和气象学讲师。 1946 年，查尼成为芝加哥大学的研究助理，师从卡尔-古斯塔夫·罗斯贝。罗斯贝是一位瑞典出生的美国气象学家，他的大尺度空气运动理论是气象学史上里程碑式的进展。 
从 1947年到 1948年，查尼在挪威奥斯陆大学接受国家研究委员会研究生奖学金资助。这一年，他开发了一种被称为“准地转近似”的方法，用于计算行星尺度波的大尺度运动。
查尼的准地转涡度方程允许对大尺度大气和海洋环流进行简明的数学描述，从而实现未来的数值天气预报工作。

### 数值天气预报
1948年，查尼加入新泽西州普林斯顿高等研究院 (IAS)，担任气象研究组负责人，探索将数字计算机应用于天气预报的可行性。查尼与著名的数学家约翰·冯·诺依曼一起帮助开创了使用计算机和数值技术改进天气预报的工作，并在将海气能量和水分交换整合到气候研究中发挥了主导作用。 
这项集体工作为NOAA地球物理流体动力学实验室的成立铺平了道路。 1954年，查尼帮助创建了美国气象局、空军和海军之间的联合数值天气预报单位。
查尼后来担任美国国家科学院大气科学委员会成员和科学院国际气象合作委员会主席。在这些角色中，他构思并帮助组织了全球大气研究计划，该计划被认为是有史以来最雄心勃勃的国际气象研究工作。 

### 动力气象学和海洋学
1956年，查尼离开IAS，成为麻省理工学院气象学教授和大气与海洋动力学项目主任。25年来，他在动力气象学和海洋学研究方面做出了重大贡献，包括大尺度大气湍流、大气和海洋之间的反馈相互作用。海洋和大气，大气中某些异常流动模式的持续存在，以及这些现象与干旱的关系。
在他对该领域的许多基本贡献中，查尼确定了“斜压不稳定性”，这是中纬度气旋发展的第一个令人信服的物理解释。查尼确定了解释中纬度天气系统的大小、结构和增长率的机制，并且是我们海洋和大气等旋转分层流体中普遍存在的现象。
从1974年到1977年，查尼在麻省理工学院担任气象系主任。除了他的革命性研究外，查尼在麻省理工学院的前学生中被人们铭记为一位有魅力和乐观的教授，直到1981年去世。学生们描述落入“围绕查尼太阳的轨道”。位于麻省理工学院地球、大气和行星科学系的大楼内有一个以查尼的名字命名的图书馆。 

### 查尼报告
1979年，查尼主持了国家研究委员会的“二氧化碳和气候特设研究小组”。由此产生的 22 页报告“二氧化碳和气候：科学评估”是关于全球变暖的最早的现代科学评估之一。 其主要结论可在第 2 页找到：“我们估计 CO2 翻倍导致最可能的全球变暖接近 3°C，可能误差为 ±1.5°C。”这种气候敏感性估计值在过去 40 多年里基本没有变化，例如IPCC 第四次评估报告（2007年）说，“平衡气候敏感性可能在 2°C 到 4.5°C 的范围内，最佳估计值约为 3°C。低于 1.5°C 的可能性很小。不能排除显著高于 4.5°C 的值，但与观察结果的一致性对于这些值来说并不好。”
在2019年庆祝查尼报告40周年的气候科学家说：“回想起来，查尼报告似乎在科学上等同于墙上的笔迹。……他们的警告是准确的，并且比以往任何时候都更加相关。” 

### 诞辰百年庆典
2018年2月，麻省理工学院举办了一场名为 MIT on Chaos and Climate 的研讨会，以纪念查尼和爱德华·洛伦茨诞辰100周年。在为期两天的活动中，世界知名专家就两位先驱者在数值天气预报、物理海洋学、大气动力学和实验流体动力学领域做出的许多科学贡献以及他们留下的个人遗产发表了演讲正直、乐观和协作。在一次演讲中，伍兹霍尔海洋学研究所的名誉科学家和物理海洋学的世界领导者约瑟夫·佩德洛斯基（Joseph Pedlosky）这样评价他的朋友和导师查尼： 
“公平地说，儒勒·查尼将大气不稳定行为的奥秘变成了流体物理学中一个可识别的——尽管非常、非常困难的问题。然而，我今天想谈谈 Jule 更个人化的，我认为对我们的领域同样重要的贡献，就他所表现出的鼓舞人心的慷慨精神而言，他在我们的领域中促进了协作合作的氛围。他为个人和科学诚信设定了一个标准，我认为这个标准经常被忽视，但非常重要。”
为此次活动制作的视频突出了查尼和洛伦茨在麻省理工学院和整个气象领域留下的不可磨灭的印记。 

## 荣誉和奖励
- 1937 Elected to Phi Beta Kappa.[15]
- 1961 获皇家气象学会西蒙斯金质奖章。 [15]
- 1964 年获得美国气象学会Carl-Gustaf Rossby 研究奖章，表彰其“对大气环流、流体动力学不稳定性、飓风结构、洋流动力学、波浪能传播的更基本了解”以及地球物理流体力学的许多其他方面。” [16]
- 1966 被任命为麻省理工学院第一位 Alfred P. Sloan 气象学教授。 [16]
- 1969 年获得史密森学会霍奇金奖章。 [16]
- 1971 被世界气象组织授予著名的国际气象组织奖。 [17]
- 1976 获得美国地球物理联盟的威廉鲍伊奖章。

美国气象学会颁发了一个名为“Jule G. Charney 奖”的奖项。该奖项授予“表彰在大气或水文科学领域取得重大研究或开发成就”的个人。